# Kanonady, galopady
Kanonady, galopady – drugi singiel grupy Wanda i Banda promujący jej album Platynowa płyta i pierwszy promujący album Z miłości do strun.

## Lista utworów
1. „Kanonady, galopady” (muz. Wanda Kwietniewska / Marek Raduli / sł. Paweł Gabłoński) – 3:36

## Twórcy
- Wanda Kwietniewska – śpiew, gitara akustyczna, chórki, produkcja
- Krzysztof „Gabłoń” Gabłoński – gitara
- Marek Raduli – gitara, produkcja, realizacja, miksowanie
- Piotr Płecha – gitara basowa
- Tomek Bidiuk – instrumenty klawiszowe, produkcja, realizacja, miksowanie
- Kasia „Plagina” Szubartowska – instrumenty perkusyjne
- Piotr Cugowski – chórki
- Wojciech Cugowski – chórki
- Piotr Sztajdel – chórki
- Piotr Bańka – produkcja, realizacja, miksowanie

## Listy przebojów
| Notowania               | pozycja |
| ----------------------- | ------- |
| Top 15 – Wietrzne Radio | 1       |